# تکلا تراپشو
تکلا تراپشو (لهستانی: Tekla Trapszo؛ ‏ ۲۳ سپتامبر ۱۸۷۳ – ۲۷ اکتبر ۱۹۴۴) بازیگر اهل لهستان بود.
از فیلم‌ها یا برنامه‌های تلویزیونی که وی در آن نقش داشته‌است، می‌توان به جنگل جوان، پروفسور ویلچور، رنا و زیر پرچم عشق اشاره کرد.